# Erik Årsäll
Erik Årsäll (fornnordiska Eiríkr hinn ársæli) är en svensk sagokung vars existens betvivlas. Han ska ha regerat någon gång mot slutet av 1000-talet. Namnet Årsäll skulle komma från att det under hans tid ska ha varit goda växtår i landet. Han brukar inte upptas i regentlängder.
Det tidigaste omnämnandet av Erik Årsäll finns i Legendariska sagan om Olav den helige, där han förefaller vara densamme som Erik Segersäll. Enligt den isländska genealogin Langfeðgatal ska han ha hetat Kol men kallats Erik Årsäll av svearna, samt varit son till Blot-Sven och far till Sverker den äldre, vars far i svenska källor dock nämns som Cornube. Denna förvirring har försökts förklaras genom en sammanblandning av olika personer, till exempel med Sverkers ättling Kol.
Birger Nerman tog uppgifterna om Erik Årsäll på allvar och menade att han efterträdde sin far Blot-Sven som kung över svearna (1087–1088) när Blot-Sven hade blivit dräpt i ett bakhåll av Inge den äldres trupper. Även förnamnet har tolkats som en titel; namnet Erik kan nämligen uttydas "Den alltid mäktige". Mot detta har invänts att Erik redan var väl etablerat som egennamn. Nerman ansåg vidare att han förmodligen inte var mer än tonåring när han övertog Blot-Svens titel och blev den siste som var kung i den i Sverige traditionella meningen, det vill säga den som ledde blotet vid templet i Gamla Uppsala.
Vissa historiker har ansett att han trots sin föregivna ungdom vid frånfället var far till kung Sverker den äldre eller till dennes far Cornube.
I Johannes Magnus Historia de omnibus Gothorum Sveonomque regibus används "Erik Årsäll" som ett namn på Stenkil.